# Антропов Олег Петрович
Олег Петрович Антро́пов (латис. Oļegs Antropovs, рос. Олег Петрович Антропов; 5 листопада 1947 — 15 жовтня 2023) — латвійський волейбольний тренер, радянський волейболіст, олімпійський чемпіон з 1968 року.

## Біографія
Народився 5 листопада 1947 року в селищі Новий Чимкентської області Казахської РСР (нині Туркестанська область, Казахстан).
1979 року закінчив Ризький медичний інститут.
Упродовж 1965—1971 років виступав за волейбольну команду «Буревісник» (Алма-Ата), у 1971—1979 роках — за «Радіотехнік» (Рига). У збірній команді СРСР грав з 1968 по 1974 рік.
Член КПРС з 1977 року.
Упродовж 1979—1983 років працював тренером і лікарем ризького «Радіотехніка». У 1988—1989 роках — старший тренер молодіжної збірної СРСР з волейболу. У 1990—1992 роках працював у збірній команді Катару. У 1992—1995 роках тренував латвійський клуб «Озолниєку», у 1995—1997 — команду клубу «Младость» (Загреб, Хорватія), у 1997—1999 — VKP (Братислава, Словаччина). У 1998 році як один із двох помічників увійшов до штабу нового тренера збірної Росії Геннадія Шипуліна, однак невдовзі покинув цю роботу через розбіжності в поглядах з іншими наставниками. З 1999 по 2008 рік тренував команду «JT Thunders» (Хіросіма, Японія). У 2009 році закінчив професійну кар'єру тренера.
Жив у Латвії.

### Спортивні досягенення
- олімпійський чемпіон (1968),
- чемпіон СРСР (1969),
- срібний призер чемпіонатів СРСР (1968, 1970, 1973, 1974, 1975),
- бронзовий призер чемпіонатів СРСР (1967, 1971),
- бронзовий призер Кубка світу (1969),
- володар Кубка європейських чемпіонів (1970, 1971),
- володар Кубка володарів Кубків Європи (1974, 1975, 1977),
- переможець Всесвітньої Універсіади (1973).

## Відзнаки
- Майстер спорту міжнародного класу з 1962 року.
- Заслужений тренер Латвії[2].
- Почесні грамоти Казахстану і Латвії[2].